# 上野不忍池競馬

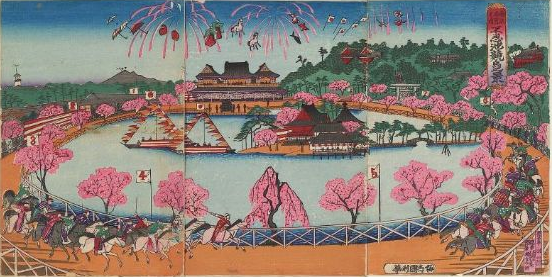
歌川国利　東京名所之内　不忍競馬之図　1890年（明治23年）上空に見えているものはパラシュートを付けて空に打ち上げた人形など。池に浮かぶ満艦飾の舟も競馬を盛り上げるために用意されたものである。

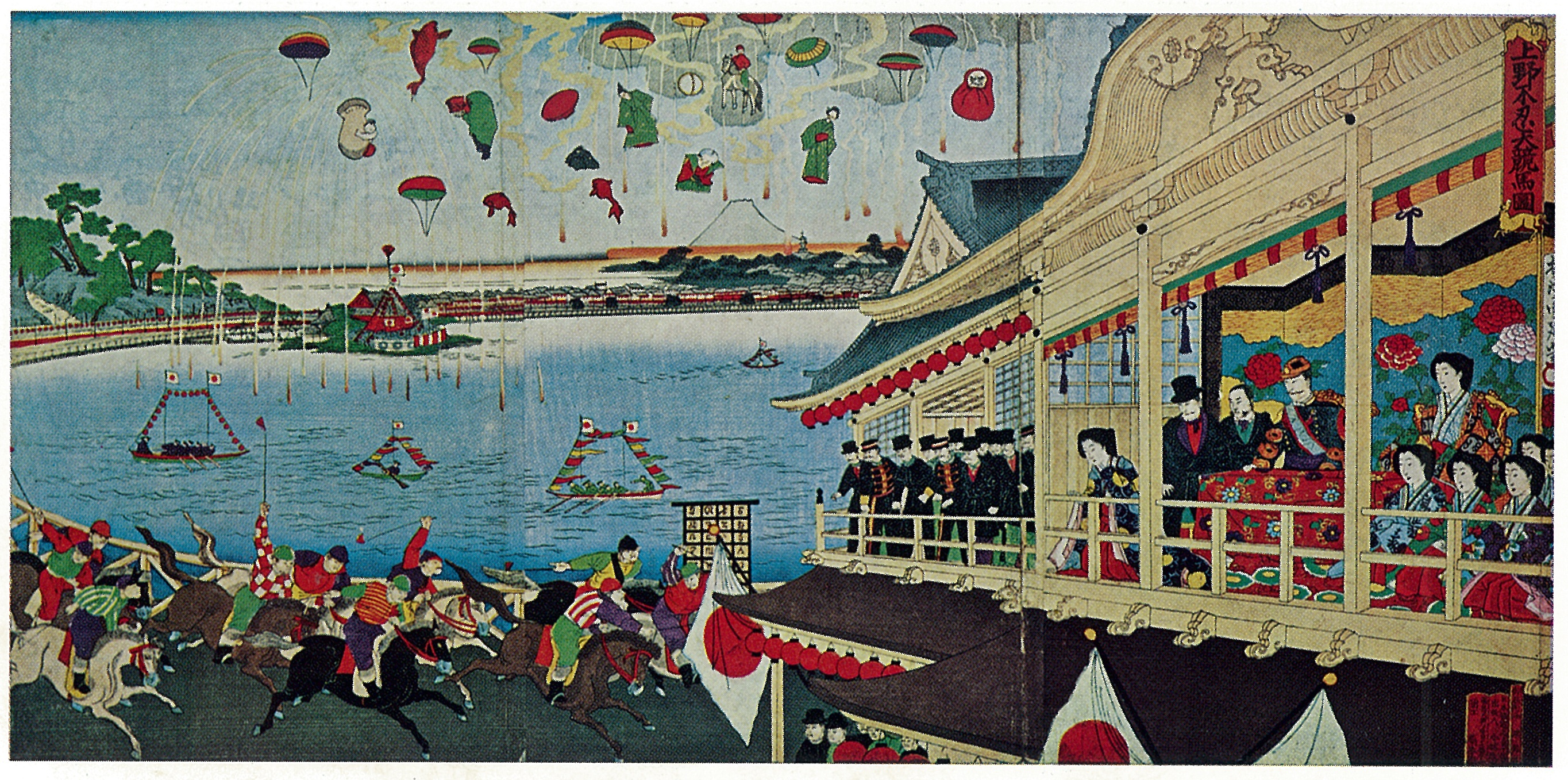
楊洲周延　上野不忍大競馬　1884年（明治17年）　明治天皇が競馬を観覧されている。

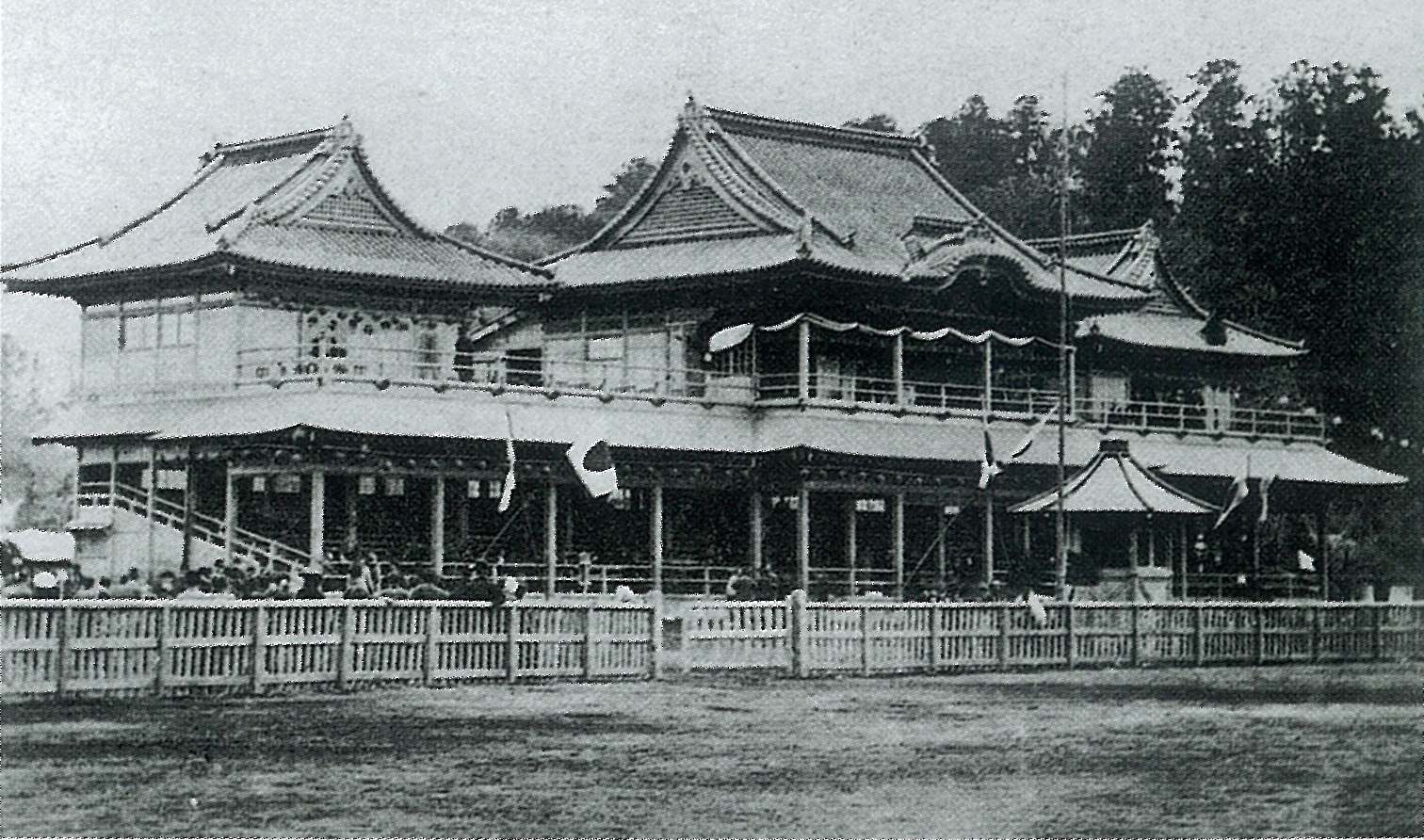
1884年(明治17年)上野不忍池競馬場馬見所（メインスタンド)　この場所は現在は上野動物園西園敷地になっている。

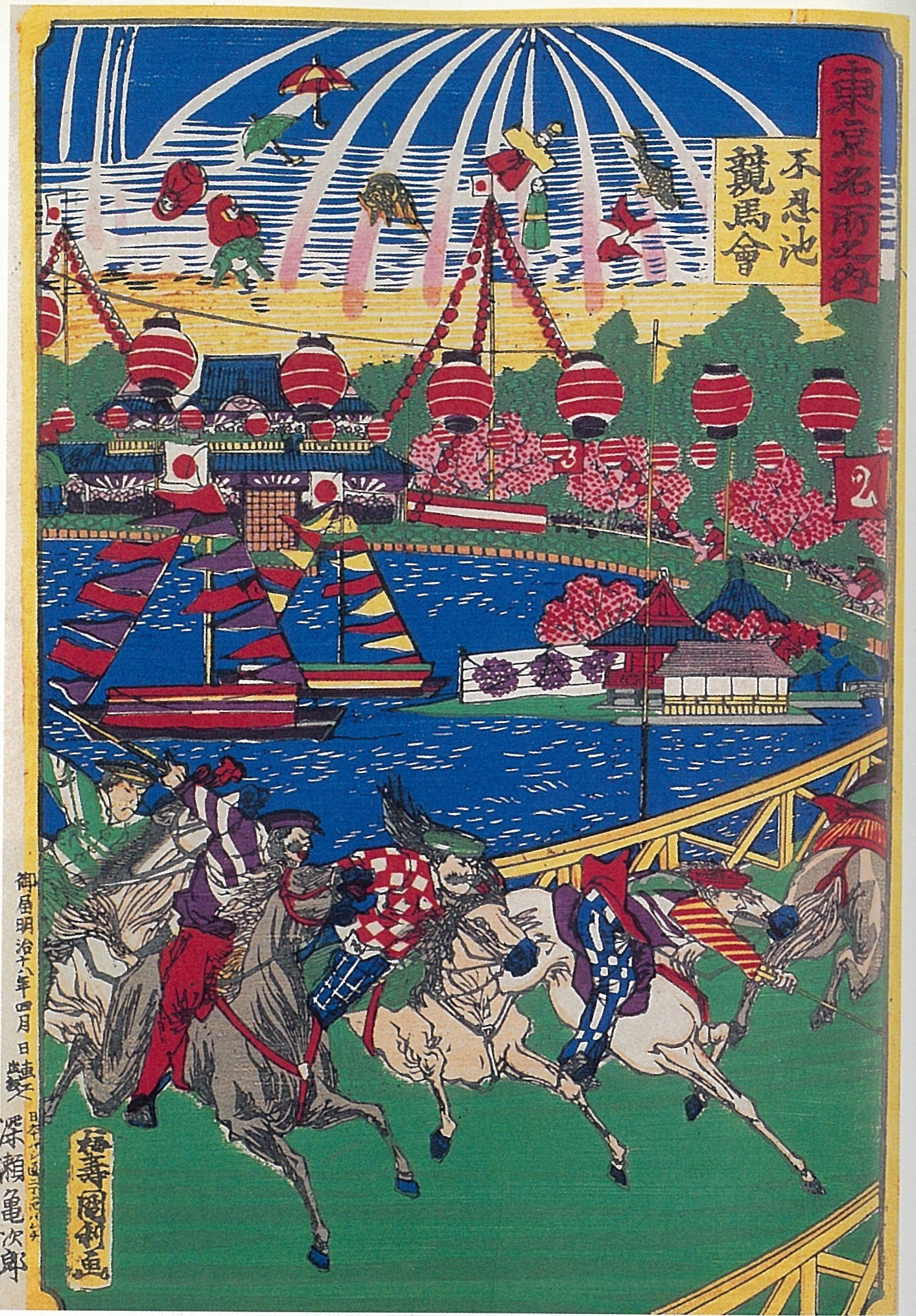
歌川国利　上野不忍池競馬の図　コース上に並べられた玉燈も競馬の装飾として付けられた。騎手が着る馬主服(勝負服)は馬主ごとに色・デザインが決められ、騎手の服を見ればその馬が誰の所有かわかる。

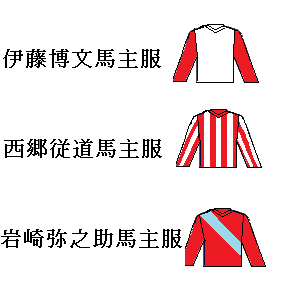
馬主服(勝負服)の例

上野不忍池競馬（うえのしのばずのいけけいば）は1884年（明治17年）から1892年（明治25年）まで東京上野不忍池で行われていた競馬。共同競馬会社主催で、不忍池を周回するコースで行われていた。馬券は発売されずギャンブルとしての開催ではなく、屋外の鹿鳴館ともいうべき祭典で明治天皇をはじめ華族、政府高官や財界人を含む多くの観衆を集め華やかに開催された。

## 共同競馬会社による不忍池競馬

### 運営組織
1879年（明治12年）に設立された共同競馬会社(Union Race Club)は同年11月現在の東京都新宿区大久保3丁目（早稲田大学理工学部キャンパスや保善高校、戸山公園西側あたり）にあった戸山学校競馬場で第一回競馬を開催し以来春・秋に競馬を開催したが（戸山競馬）明治のこの当時の戸山は僻地で交通が不便であったため、1884年に上野不忍池の池畔を整備して馬場を設け競馬を行った。
不忍池競馬開催時の共同競馬会社(Union Race Club)は、社長を小松宮、副社長を毛利元徳、鍋島直大と皇族・旧大名が務め、幹事に伊藤博文、西郷従道、川村純義、松方正義、井田譲、楠本正隆、大河内正質、岩崎弥之助、藤波言忠などが名を連ね、会計長に三井八郎右衛門など、馬主にも旧大名たちや伊藤博文、西郷従道、岩崎弥之助をはじめ名士が名を連ねていた。競馬の母国イギリスでは競馬は貴族の社交の場であったことをそのまま取り入れた会社（クラブ）であった。

### 競馬場地
上野不忍池が競馬場地として選ばれたのは交通の便もあるが、パリ・ブローニュの森にあるロンシャン競馬場などを意識し貴族の社交場として競馬場は公園内にあるのがふさわしいと考えたからだと言われている。
不忍池周囲を競馬場として整備する総工費は11万7千円、国家事業である鹿鳴館の総工費18万円と比べてもその事業規模の大きさがわかる。共同競馬会社は管轄である農商務省から不忍池の7年間の借地を認められ、不忍池の北側は川に通じていたのを埋立、池畔の湾曲していた部分も埋め立てて整形してコースを作り、北側に馬見所（メインスタンド）や厩舎を作った。コースは不忍池を左回りで回り長さ880間(1,600メートル)コース幅12間(21.8メートル)。馬見所（メインスタンド）が設けられ2階中央は天皇の玉座、2階左右では外国公使や政府高官およびその夫人たちなどが観覧し1階は上等客の席、馬見所（メインスタンド）の横にはやや格が下がる中等馬見所（サブスタンド）や200頭収容の厩舎が設けられ、、コースの外柵際の桟敷席で一般人も間近にレースを観戦することが出来た。

### 馬と騎手
1884年当時、共同競馬会社の競走馬の大半は在来の日本馬で雑種馬も少数いたが、純粋なサラブレッドなどの西洋馬は見つけることが出来ない
。馬主には日本人ばかりでなく外国人も多く含まれ、馬の名も山王、初音などの和名、カタフェルドなどの洋風名のそれぞれがあった。騎手は招魂社競馬や吹上競馬で活躍していた騎手や厩舎の騎手が務めるが、旧大名や士族、軍将校の中には馬主自身が騎手を務めることもあった。旧大溝藩主分部光謙のように不忍池だけでなく各地の競馬で馬主自ら多数のレースで騎手を務める例や、馬主が自ら騎乗することを条件にしたレースも存在した。

### 開場
不忍池競馬の第一回開催は1884年（明治17年）11月1日。明治天皇をお迎えし、明治天皇は築場記念として金5,000円を賜う。
天皇とともに競馬を観覧されたのは小松宮、有栖川宮、北白川宮、伏見宮、閑院宮の各宮、旧岡山藩主池田章政、旧桑名藩主松平定教、旧長州藩主毛利元徳、旧佐賀藩主鍋島直大などの多くの旧大名たち、内閣で参加しなかったのは大山巌と佐々木高行だけでその二人以外の大臣は全員参加し、東京在住の華族や各省の高官、軍高級将校、各国公使もほとんどが参加したという。一般人も観覧することが出来たので上野を通る鉄道馬車は臨時増便をしたにもかかわらず満員の乗客で上野は人であふれたという。
不忍池競馬開催時には不忍池には満艦飾で飾り立てた舟を浮かべ、陸軍楽隊が絶えず音楽演奏を行い、池の周囲は数千個の玉燈で飾られた。馬見所(メインスタンド)にはこの時代では最新の電気燈がつき、各種の演芸も披露された。花火を打ち上げ、パラシュートを付けた人形なども打ち上げた。右の浮世絵で上空に見える人形などがそれである。記念すべき第一回目のレースは日本馬のレースで17頭立て、距離は1000メートルで賞金は総額1000円、勝ち馬はヒューゴ所有のムーン号、時間は1分23秒で１着賞金700円を得る。以降のレースは日本馬のレース、雑種馬のレースが混在し距離もさまざまで800メートルから2000メートル、賞金は100円から500円。一日に8レースが行われ3日間開催された。
西洋貴族の社交場としての競馬を意識していたため、西洋貴族が女性を重んじる風潮を真似て二日目には政府高官の夫人たちが前面に立ち、高官夫人たちが賞金を提供するレース婦人財嚢競走なども行われている。婦人財嚢競走では男性である馬主自身が騎手を務め、勝利した馬主騎手は馬を引いて居並ぶ夫人たちの前に出て膝をつく。勝利者に有栖川宮織仁夫人薫子が祝辞を述べ（代読で旧大多喜藩主大河内正質夫人鋲子）、旧大垣藩主戸田氏共夫人極子が賞金を授ける（このレースの翌日には鹿鳴館で天長節の舞踏会が開かれている。そこでも女性が主人公となる。
不忍池競馬は春場所・秋場所の定期開催（一場所三日間開催）のほかに1890年（明治23年）第三回内国勧業博覧会の際に臨時開催もされ、鹿鳴館と並び当時の外相井上馨が主導する欧化政策を象徴する一大イベントでもあった。明治天皇も1884年ばかりでなくその後も御幸され計8回不忍池競馬を楽しまれた。（明治天皇は横浜根岸競馬に13回など全国各地の競馬にしばしば行幸されている。）

### 閉場
しかし共同競馬会社は馬券を売ることはできず収入は会費、入場料、天皇からの下賜金、宮内省、農商務省、陸軍省からの支援に頼っていたが赤字であり1886年(明治19年)からは一場所二日の開催になり賞金額も減っていった。経営難のため1892年（明治25年）の秋場所を最後に共同競馬会社による上野不忍池競馬開催は終了する。
なお、上野不忍池競馬が終了したのは直接的には経営の赤字によるものだが、いくら上流階級が大勢参加しているとはいえ民間の1クラブであり馬券を発売できない共同競馬会社が不忍池の埋め立て工事までして馬場を整備し大規模な競馬を開催できたのは、鹿鳴館に象徴される欧風化政策を進める外務省・宮内省、馬匹改良を求める陸軍・農商務省などの官の支援があったからである。しかし鹿鳴館に象徴される欧風化政策は明治20年ごろから衰退し、また、共同競馬会社自身は馬券を発売しなかったとはいえどうしても賭けが発生する競馬では日本馬のレースに偽って雑種馬を出場させるなど血統の正当性も不明瞭化し陸軍の馬匹改良の目的に対しても疑問がわきだしていた。このため共同競馬会社への官の支援は脆弱になり、共同競馬会社の赤字は表面化したのである。社交場にして紳士・淑女のスポーツと位置付ける英仏の競馬を真似た上野不忍池競馬は鹿鳴館時代の一つの象徴であり、鹿鳴館時代の終わりは上野不忍池競馬の終わりを告げるものでもあった。

## 関八州競馬大会
その後、上野不忍池で競馬が開催されることはしばらくなかったが、日露戦争を機に政府方針が変更され馬券発売が許されるという噂が流れ、1906年（明治39年）4月、関八州地区主催で関八州競馬大会が開催された。三日間の興行だったが一人50銭の入場料を払った観客が押し寄せ満場の人出となり露店も店を連ね、金をかけるものも多く（この競馬開催時点では馬券は公認されていないので闇の賭事である）盛況を極めたが、不忍池で競馬が開催されたのはこの関八州競馬大会が最後で、以降再び上野で競馬が開催されることはなかった。

## 研究
上野不忍池競馬を含めて明治鹿鳴館時代の日本の競馬やそれに関する文化的側面については、富山大学教授の立川健治が精緻に研究を行っている。立川は多くの論文のほかに鹿鳴館時代の日本の競馬について詳しい書籍『文明開化に馬券は舞う－日本競馬の誕生』を出版している。また日本中央競馬会から発行されている『日本の競馬史』第2巻にも当時の記録が記されている。

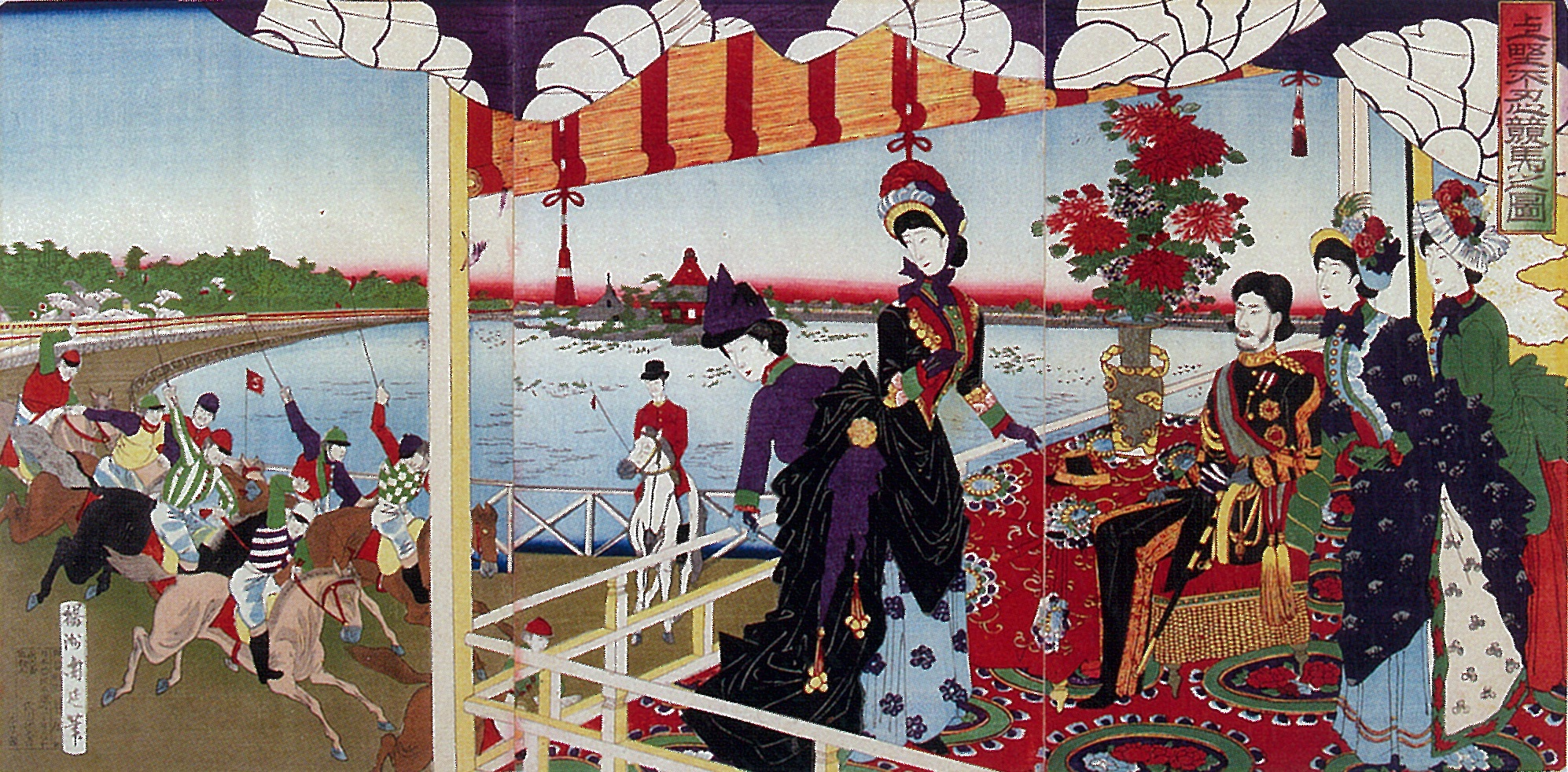
楊州 周延上野不忍競馬之図　明治18年(1885)上野不忍池競馬を観戦する明治天皇
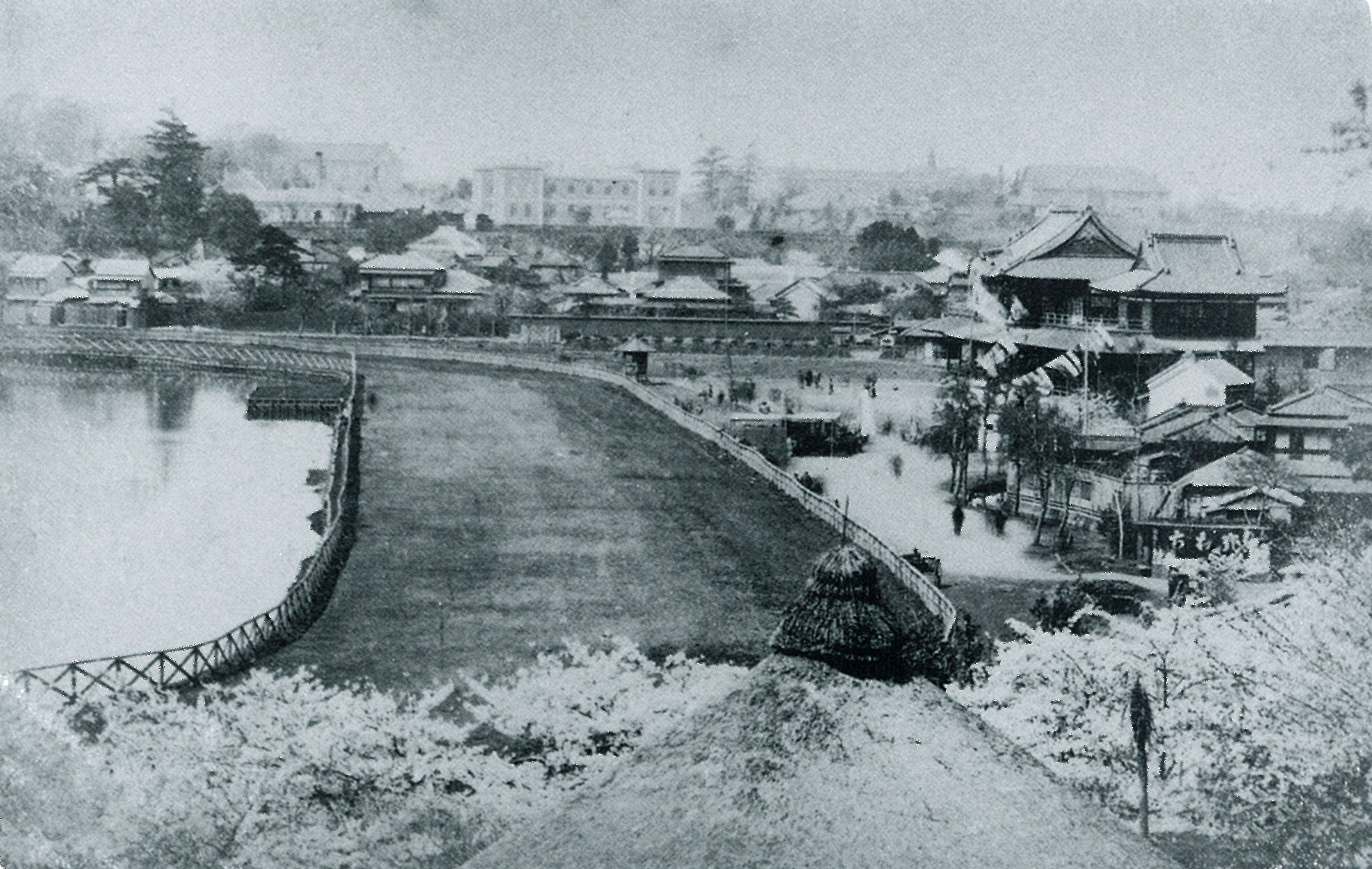
上野不忍池競馬場の馬場　馬見所（メインスタンド)前